# Виключна економічна зона
Виключна (морська) економічна зона — прилеглі до територіальних вод прибережної держави території моря і континентального шельфу, максимальною шириною до 200 морських миль від найближчої точки берегової лінії, в межах яких держава має виключні права на розвідку, добування і керівництво всіма природними ресурсами даного регіону, створення і використання штучних островів, безпечних для довкілля установок і споруд, а також проведення наукових досліджень і зобов'язана охороняти та підтримувати екологічний баланс і порядок у цій зоні.
На відміну від територіальних вод, по зовнішній межі яких у морі проходить державний кордон країни ці території, фактично це вже відкрите море, підпадають під встановлений у цій частині особливий правовий режим, відповідно до якого права та юрисдикція прибережної держави та права та свободи інших держав регулюються відповідними положеннями Конвенції ООН з морського права 1982 р, тут дозволяється вільний прохід чи перебування будь-яких іноземних плавальних чи літальних засобів, проходження чи діяльність яких, а також людська діяльність, звісно, не суперечить нормам міжнародного морського права.

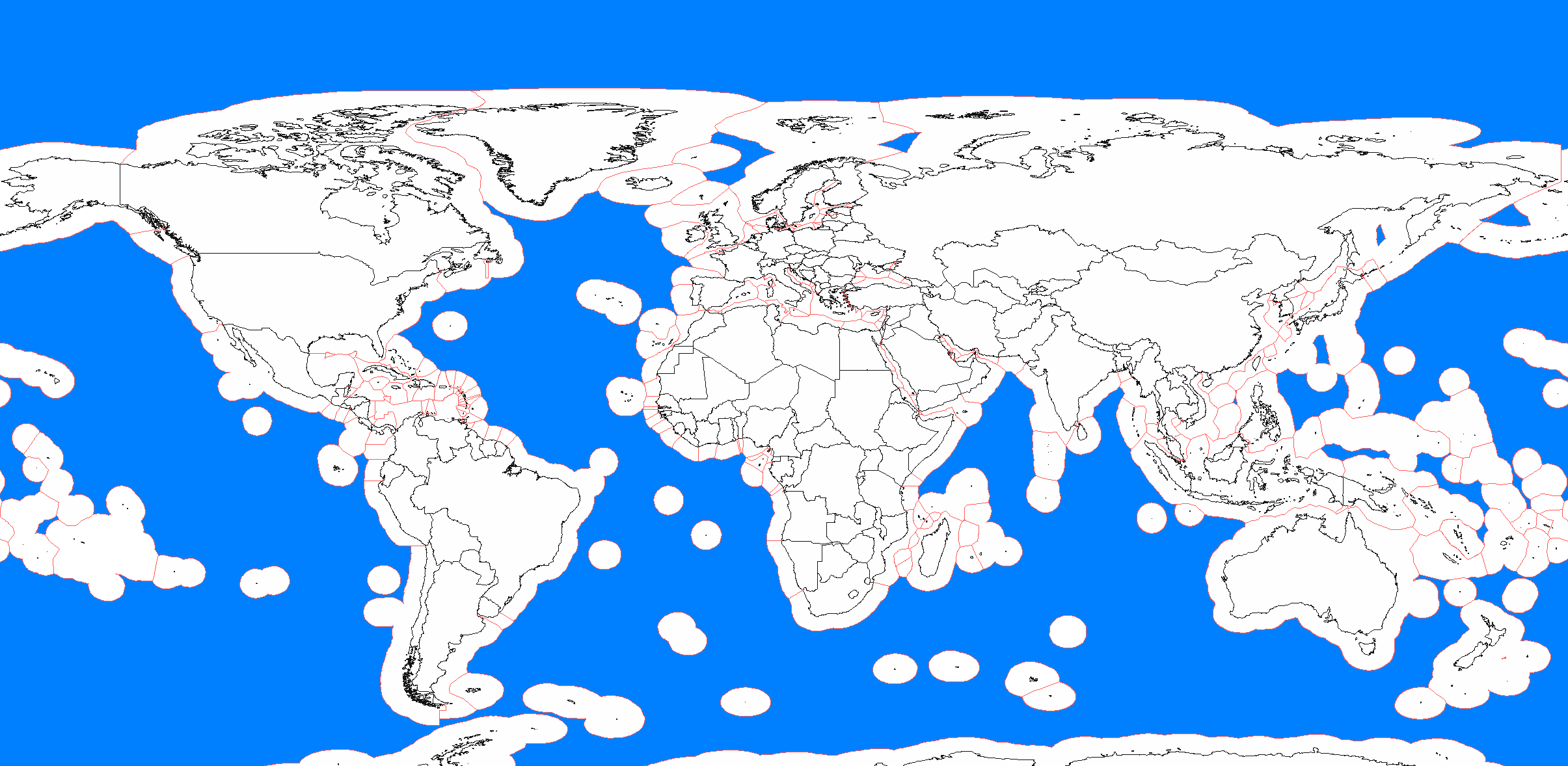
Економічні зони світу. Міжнародні води позначені блакитним